# Fusarium redolens
Fusarium redolens är en svampart som beskrevs av Wollenw. 1913. Fusarium redolens ingår i släktet Fusarium och familjen Nectriaceae.  Utöver nominatformen finns också underarten dianthi.